# Mormonia euphemia
Mormonia euphemia är en fjärilsart som beskrevs av William Beutenmüller 1907. Mormonia euphemia ingår i släktet Mormonia och familjen nattflyn. Inga underarter finns listade i Catalogue of Life.